# Londen Marathon 1988
De Londen Marathon 1988 werd gelopen op zondag 17 april 1988. Het was de achtste editie van de Londen Marathon. De Deen Henrik Jørgensen was de sterkste bij de mannen; hij kwam over de streep in 2:10.20. De Noorse Ingrid Kristiansen won bij de vrouwen evenals het jaar ervoor, ditmaal in 2:25.41. In totaal was het de vierde overwinning in Londen van de Noorse.

## Uitslagen

### Mannen
| rang   | naam                 | land | tijd    |
| ------ | -------------------- | ---- | ------- |
| Goud   | Henrik Jørgensen     | DEN  | 2:10.20 |
| Zilver | Kevin Forster        | ENG  | 2:10.52 |
| Brons  | Kazuyoshi Kudo       | JPN  | 2:10.59 |
| 4      | Hugh Jones           | ENG  | 2:11.08 |
| 5      | David Long           | ENG  | 2:11.33 |
| 6      | Allister Hutton      | SCO  | 2:11.42 |
| 7      | Herbert Steffny      | GER  | 2:11.54 |
| 8      | Shang-yan Cai        | CHN  | 2:11.58 |
| 9      | John Wheway          | ENG  | 2:12.13 |
| 10     | Charles Spedding     | ENG  | 2:12.28 |
| 11     | Dominique Chauvelier | FRA  | 2:12.39 |
| 12     | Stephen Brace        | WAL  | 2:12.58 |
| 13     | Gerhard Hartmann     | AUT  | 2:13.33 |
| 14     | Kenneth Stuart       | ENG  | 2:13.36 |
| 15     | Jose Carlos daSilva  | BRA  | 2:13.42 |
| 16     | Art Boileau          | CAN  | 2:13.44 |
| 17     | David Edge           | CAN  | 2:14.10 |
| 18     | Karl Harrison        | ENG  | 2:14.27 |
| 19     | Mehmet Terzi         | TUR  | 2:14.51 |
| 20     | Peter Lyrenmann      | SUI  | 2:14.55 |

### Vrouwen
| rang   | naam               | land | tijd    |
| ------ | ------------------ | ---- | ------- |
| Goud   | Ingrid Kristiansen | NOR  | 2:25.41 |
| Zilver | Ann Ford           | ENG  | 2:30.38 |
| Brons  | Evy Palm           | SWE  | 2:31.35 |
| 4      | Susan Wightman     | WAL  | 2:32.09 |
| 5      | Susan Crehan       | ENG  | 2:35.10 |
| 6      | Tove Lorentzen     | DEN  | 2:35.52 |
| 7      | Jacqueline Gareau  | CAN  | 2:36.04 |
| 8      | Angela Hulley      | ENG  | 2:36.11 |
| 9      | Rosemary Ellis     | ENG  | 2:37.10 |
| 10     | Qing-huan Wang     | CHN  | 2:37.42 |
| 11     | Alison Gooderham   | ENG  | 2:37.49 |
| 12     | Sheila Catford     | SCO  | 2:38.18 |
| 13     | Dimitra Papaspirou | GRE  | 2:40.04 |
| 14     | Anne Corneliussen  | NOR  | 2:40.40 |
| 15     | Oddrun Hovsengen   | NOR  | 2:40.48 |
| 16     | Heather MacDuff    | SCO  | 2:41.02 |
| 17     | Anne Hannam        | NZL  | 2:41.20 |
| 18     | Mary O'Connor      | NZL  | 2:42.25 |
| 19     | Anita-Lynn Nielsen | DEN  | 2:42.47 |
| 20     | Zehava Shmueli     | ISR  | 2:43.26 |

1981 ·
1982 ·
1983 ·
1984 ·
1985 ·
1986 ·
1987 ·
1988 ·
1989 ·
1990 ·
1991 ·
1992 ·
1993 ·
1994 ·
1995 ·
1996 ·
1997 ·
1998 ·
1999 ·
2000 ·
2001 ·
2002 ·
2003 ·
2004 ·
2005 ·
2006 ·
2007 ·
2008 ·
2009 ·
2010 ·
2011 ·
2012 ·
2013 ·
2014 ·
2015 ·
2016 ·
2017